# Stephen Fry
Stephen John Fry (* 24. srpna 1957, Londýn) je britský herec, komik, spisovatel, televizní moderátor a filmový režisér.

## Televizní kariéra
Poprvé se kulturně zviditelnil televizní produkcí herecké skupiny Cambridge Footlights Review jménem The Cellar Tapes, jež se uskutečnila roku 1982.
Známým se stal převážně svou tvorbou s Hughem Lauriem v komickém duu známém jako Fry and Laurie. Nejznámějším televizním počinem této dvojice byl šestadvacetiepizodový televizní komediální seriál A Bit of Fry and Laurie sestávající z krátkých skečů. S Hughem Lauriem také hrál v televizním seriálu Jeeves and Wooster inspirovaném knihami P. G. Wodehouse a v seriálu Černá zmije.

## Literární dílo
Fry je také úspěšným spisovatelem. Na tomto poli debutoval roku 1991 románem The Liar. Další z jeho populárních knih byla například autobiografie pokrývající jeho prvních dvacet let života Moab is my Washpot, vydaná roku 1997.

## Soukromý život
V roce 2010 se rozešel po 14letém partnerském vztahu s Danielem Cohenem. Fry trpí bipolární poruchou a v roce 2012 se pokusil o sebevraždu. Na přelomu let 2014 a 2015 ohlásil zasnoubení s 27letým partnerem Elliottem Spencerem.